# International Superstar Soccer Deluxe
International Superstar Soccer Deluxe (сокращённо ISS Deluxe) — сиквел к International Superstar Soccer (ISS), футбольному симулятору от Konami. Deluxe-издание сначала было выпущено на платформе SNES, а затем на Mega Drive и PlayStation. В Японии издавалась под названием Jikkyou World Soccer 2: Fighting Eleven.
ISS Deluxe отличалась реалистичной анимацией и качественными спрайтами футболистов. Игрок мог выбрать одну из 16 формаций и 8 стратегий, и участвовать в матчах за одну из 36 национальных команд, в каждой из которых были известные игроки (к примеру, Карлос Вальдеррама, Роберто Баджо, Фабрицио Раванелли, Йордан Лечков), хоть их имена и были заменены на вымышленные (например, Габриэль Батистута был назван Capitale).
Доступно несколько игровых режимов: Международный Кубок, Мировая Лига, Готовый Сценарий и настраиваемые мини-турниры/матчи.

## ОтличияISS DeluxeотISS
Deluxe-издание, выпущенное в том же году, что и ISS, содержало несколько улучшений.
- Реализована возможность играть вдвоём против компьютера
- Добавлены новые звуковые комментарии, хотя реализовано это было неудачно — новые звуки накладывались на старые, которые иногда проигрывались позже, чем необходимо, вплоть до комического эффекта
- Графика и игровой ИИ улучшены
- Система замены и выбора игроков улучшена, теперь стало возможным указать тип игрока: нападающий, защитник и т. д.
- Текущая стратегия игры теперь отображалась надписью на экране
- Камера стала мгновенно перемещаться к местам свободных и угловых ударов, что позволило свободно перемещать её в пределах определённой зоны
- К таймеру добавлен циферблат в виде кольца, показывающий оставшееся до конца тайма время
- Стало возможным сбить с ног вратаря, когда мяч находился в положении вне игры. Это часто (но не всегда) приводило к получению нападавшего красной карточки
- Ведение и финты с мячом стали более продвинутыми, вплоть до перехвата сильных подач вратаря
- Стало невозможным нокаутировать журналистов и операторов за пределами игрового поля, ударяя в них мячом.

## Команды
В игре доступно 38 команд:
- Англия
- Германия
- Италия
- Уэльс
- Шотландия
- Северная Ирландия
- Франция
- Нидерланды
- Норвегия
- Испания
- Ирландия
- Португалия
- Швейцария
- Чехия
- Дания
- Австрия
- Бельгия
- Польша
- Румыния
- Россия
- Болгарии
- Швеция
- Хорватия
- Греция
- Нигерия
- Камерун
- ЮАР
- Марокко
- Южная Корея
- Саудовская Аривия
- Узбекистан
- Китай
- Бразилия
- США
- Колумбия
- Мексика
- Аргентина
- Уругвай

Полное прохождение режима Мировая Лига также открывает секретную команду с лучшими игроками.

## Стадионы
До начала каждого матча игрок может выбрать один из восьми стадионов, представленных в игре. Стадионы различаются размером, типом покрытия поля и окружением. Самый маленький стадион находится в Японии, самый большой — в Нигерии. Доступны настройки погоды (солнечная, дождливая или снег), времени (утро, день или вечер). Погода влияла на игровой процесс.
- США: 82 x 118 (ярд) 74,62 x 107,38 (метров)
- Испания: 90 x 126 (ярд) 81,9 x 114,61 (метров)
- Италия: 82 x 132 (ярд) 74,62 x 120,12 (метров)
- Англия: 82 x 122 (ярд) 74,62 x 111 (метров)
- Германия: 74 x 122 (ярд) 67,34 x 111 (метров)
- Бразилия: 90 x 114 (ярд) 81,9 x 103,74 (метров)
- Нигерия: 90 x 138 (ярд) 81,9 x 125,58 (метров)
- Япония: 74 x 114 (ярд) 67,34 x 103,74 (метров)